# Couvre-chaussure
Le couvre-chaussure est une chaussure souple et imperméable, portée par-dessus une autre pour la préserver de l'eau, de la boue ou de la neige. Il existe une variété de couvre-chaussures, allant des modèles simples et légers qui ne protègent que la partie inférieure d'une chaussure, aux conceptions plus sophistiquées spécialement conçues pour résister à des conditions hivernales. La couvre-chaussure englobe les surbottes, des bottes supplémentaires portées par-dessus les chaussures existantes, et les surchaussures, qui sont notamment utilisés dans des environnements industriels et médicaux pour maintenir des normes d'hygiène élevées.
Les couvre-chaussures sont largement utilisés dans diverses industries et activités. Par exemple, dans le domaine du cyclisme, le couvre-chaussure est un accessoire de protection pour le pied, porté en toute saison. Dans le domaine de la construction, les couvre-chaussures sont utilisés pour protéger les chaussures des travailleurs contre les éléments, tout en gardant les sols et les tapis exempts de poussière et de boue.
L’histoire des couvre-chaussures est intrinsèquement liée à l’histoire de la chaussure elle-même. Les couvre-chaussures, comme les chaussures elles-mêmes, ont probablement évolué pour répondre à des besoins spécifiques, tels que la protection contre les éléments, le confort, la mode et le statut social. Par exemple, Charlemagne portait des chaussures composées de bandelettes qui couvraient la jambe, retenues par de longues courroies de cuir croisées devant et derrière, ressemblant à des tiges de bottes.
Au Québec, différents types de couvre-chaussures sont utilisés durant la saison hivernale, connue pour sa rigueur particulière. Des surchaussures, usuellement nommée pantoufles, sont notamment utilisées dans les hôpitaux durant l'hiver. Dans certains contextes, les couvre-chaussures sont aussi nommés pichous.